# 扁吻小眼蛇鰻
扁吻小眼蛇鰻，為輻鰭魚綱鰻鱺目糯鰻亞目蛇鰻科的其中一種，分布於中東太平洋的夏威夷群島海域，棲息在沙底質海域，屬肉食性，生活習性不明。

## 擴展閱讀
維基物種上的相關：扁吻小眼蛇鰻